# Verkehrsverbund Tirol
Der Verkehrsverbund Tirol (VVT) ist ein öffentliches Unternehmen mit Sitz in Innsbruck und wurde 1995 gegründet. Geschäftszweck ist die Koordinierung, Planung, Finanzierung, Bestellung und Beauskunftung des öffentlichen Personennahverkehrs (ÖPNV) in Tirol.
Der Verkehrsverbund Tirol ist Mitglied bei Mobilitätsverbünde Österreich, dem Zusammenschluss der sieben regionalen österreichischen Verkehrsverbünde, die gemeinsam für die Umsetzung und laufende Optimierung des öffentlichen Verkehrsnetzes sowie Mobilitätslösungen in ganz Österreich sorgen.

## Geschichte
Der VVT wurde am 1. April 1995 als Teil des Amtes der Tiroler Landesregierung, Sachgebiet Verkehrsplanung gegründet. Im Frühjahr 2000 wurde der VVT in die eigenständige Verkehrsverbund Tirol GesmbH ausgegliedert, um den Anforderungen des ÖPNRV-Gesetzes (Öffentliches Personennah- und Regionalverkehrsgesetz 1999) gerecht zu werden. Eigentümer ist zu 100 % das Land Tirol.
Im Januar 2018 wurde mit den Innsbrucker Verkehrsbetriebe und Stubaitalbahn GmbH die Mobilitätsservice Tirol GmbH gegründet, um Projekte gemeinsam umsetzen zu können. Ein Beispiel dafür ist der im März 2019 gelaunchte Ticketshop.

## Leistungsspektrum (Stand Jänner 2021)

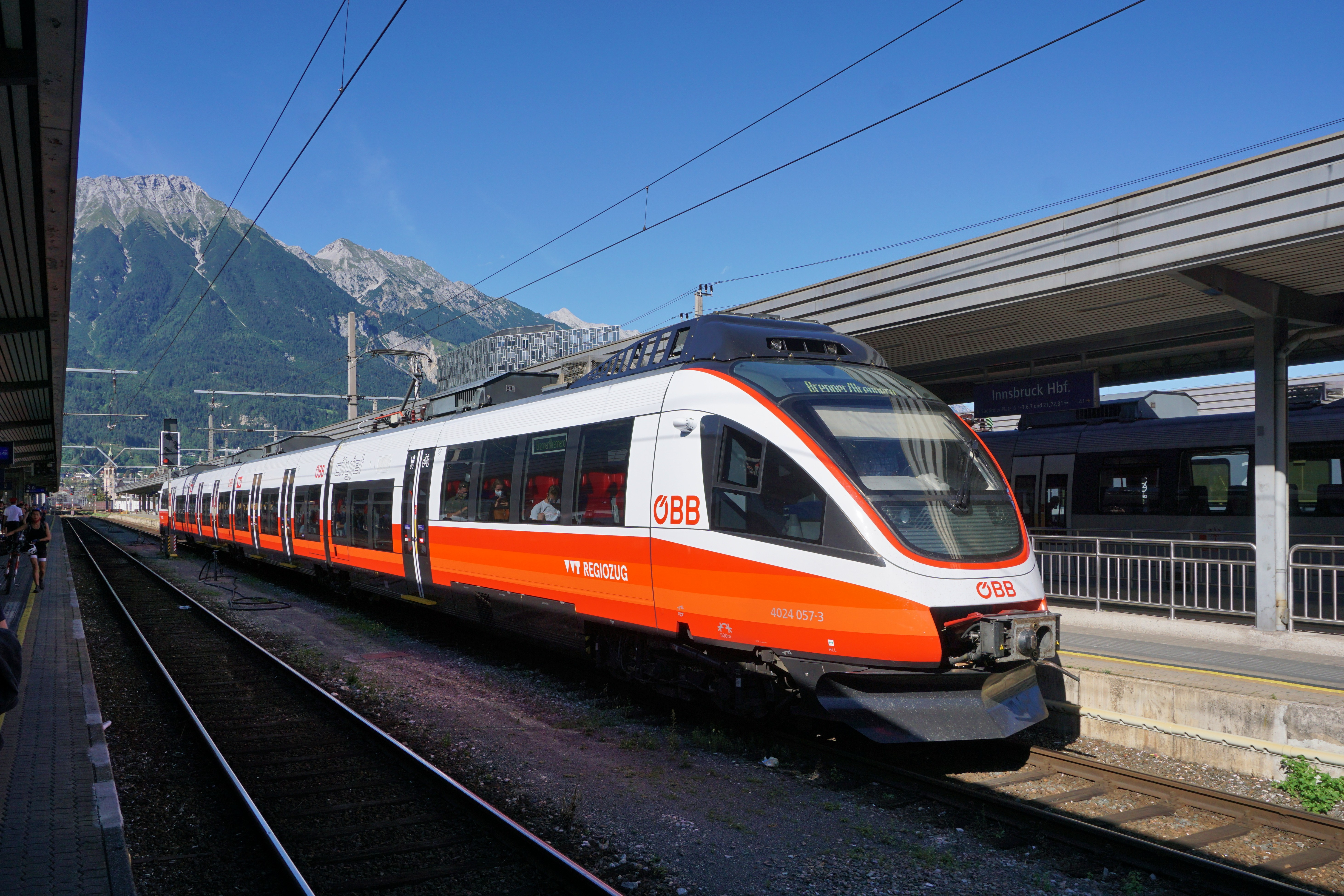
ÖBB 4024 als VVT Regiozug am Innsbrucker Hauptbahnhof

### VVT Regiobusse
- Über 35 Mio. zurückgelegte Kilometer mit den VVT Regiobussen im Jahr
- 650 Regiobusse pro Tag gesamt im Einsatz auf über 350 Linien im Verbund inkl. Orts- und Stadtverkehr
- 5.000 Kurse in den Regionen pro Tag
- 3.300 Haltestellen mit 6.600 Haltesteigen
- 30 Regiobus-Systeme in den Regionen (Bsp. Arlberg)
- 4 RegiobusExpress-Systeme
- 12 Regiobus-Nightliner

### VVT Regiozüge
- Über 70 Regiozuggarnituren auf 7 S-Bahn-Linien, 3 Rex-Linien, 1 CJX-Linie, Zillertalbahn und Stubaitalbahn
- Über 11 Mio. zurückgelegte Kilometer mit den VVT Regiozügen im Jahr

### Weitere Leistungen

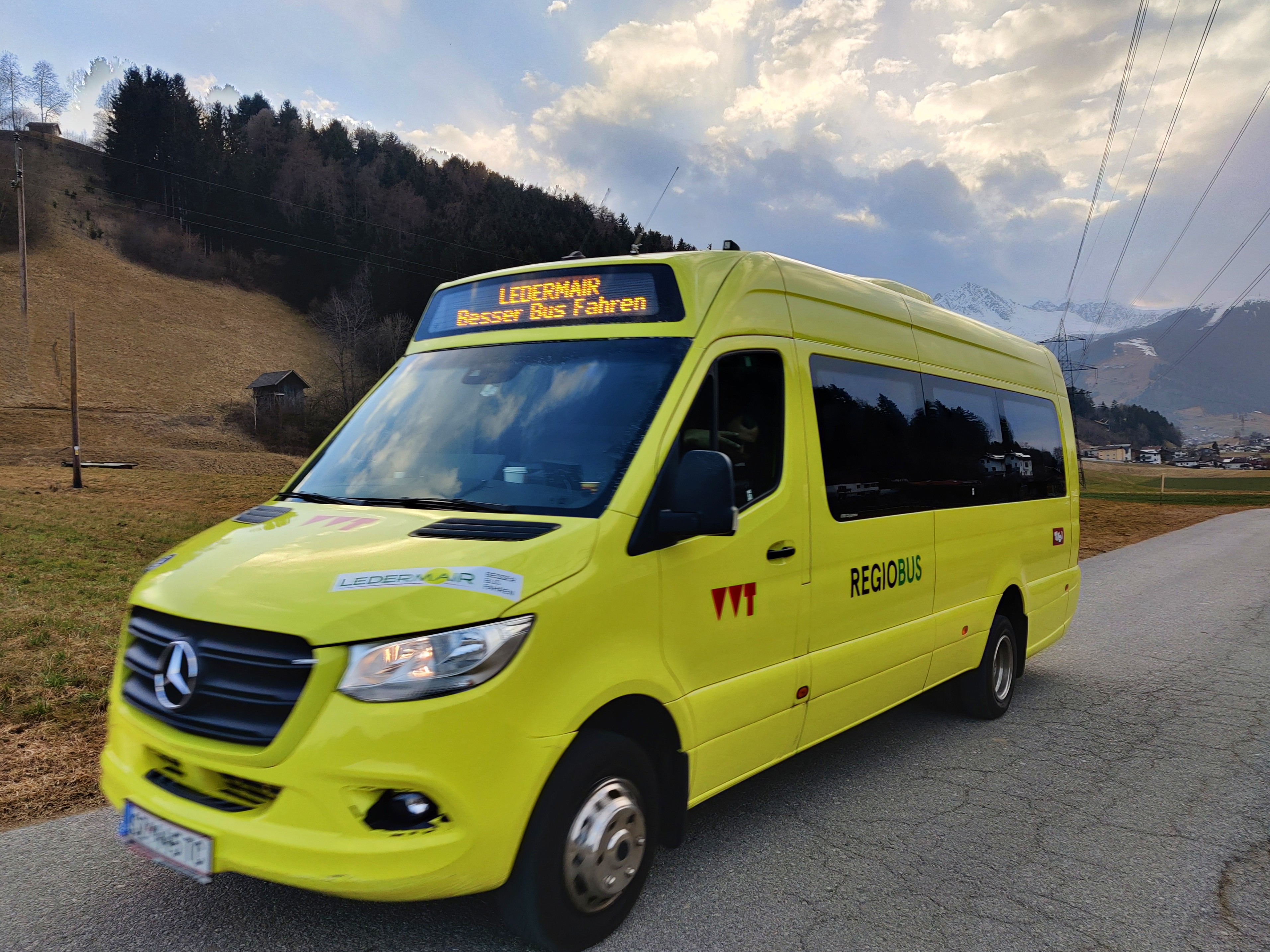
Ledermair Dorfbus 409T (Regiotax) in Omes

- 6 Regiotax Systeme (Haiming, Grinzens, Volders, Wattenberg, Ellbögen, Gerlosberg)
- 7 Anrufsammeltaxis (Axams, Defreggental, Hochpustertal, Lechtal, Leermoos, Längenfeld, Niederndorf)
- Carsharing Tirol2050 Standorte in 22 Gemeinden in Tirol
- 2 Ridesharingsysteme RegioFlink (Wattens, Reutte)
- 2 Bikesharingsysteme (Kufstein, Ellmau)

## Kundenservice (Stand Dezember 2022)
- 54.500 persönliche Besuche im VVT KundInnencenter pro Jahr
- 22.300 telefonische Anfragen im VVT KundInnencenter pro Jahr
- 35.000 digitale Anfragen im VVT KundInnencenter pro Jahr
- 50 Mio. Fahrplanabfragen pro Jahr
- 184 DFI - Dynamische Fahrgast-Informationssysteme an den Haltestellen

## Tarifsystem

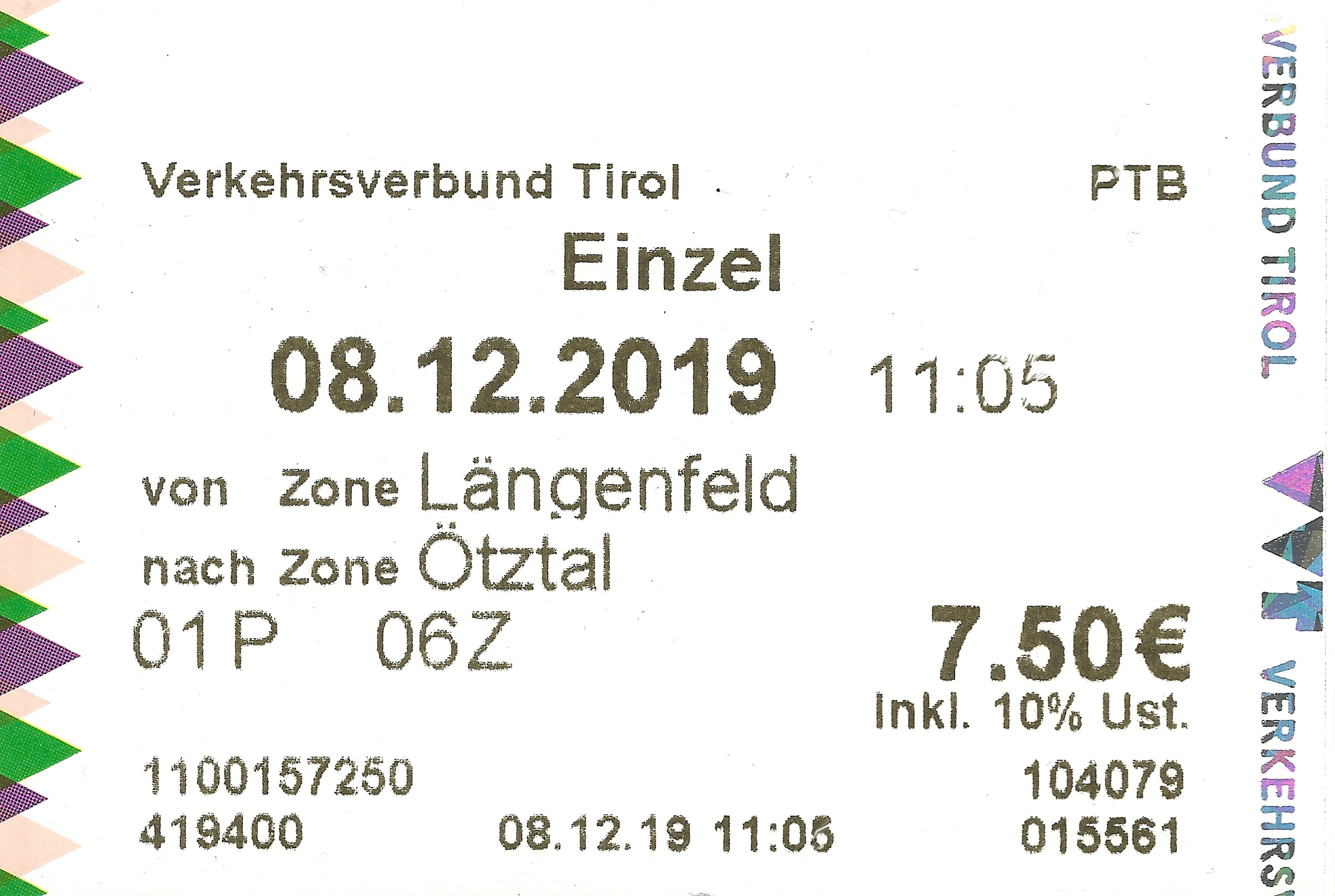
Busfahrkarte (2019)

Am 1. November 2001 wurde flächendeckend der Zonentarif eingeführt, welcher das Gebiet in sechseckige Tarifzonen („Waben“) einteilt. Das ist eine einheitliche Gestaltung des Tarifes im Verbundraum und ermöglicht, eine Fahrkarte für mehrere Verkehrsunternehmen zu lösen.
Für Studierende wurde ab 2011 erstmals ein vergünstigtes Semester-Ticket angeboten. Das Angebot wurde jeweils in den Jahren 2014 und 2017 vergünstigt/ausgeweitet.
Seit dem Jahr 2012 werden Senioren-Jahrestickets für das VVT-Netz angeboten.
Für die Erweiterung der Schülerfreifahrt wird seit 2013 ein Tirol-weit gültiges Ticket angeboten („Schul-, Lehr-Ticket“).
Mit Juni 2017 wurde im Zuge der ersten Stufe der Tarifreform des VVT das tirolweite Jahres-Ticket (Juni 2017 bis März 2019 für 490 Euro) eingeführt. Zusätzlich gibt es auch Jahres-Tickets für einzelne Regionen und Städte. Nach dem ersten halben Jahr nach Einführung der neuen Tickets konnte der VVT fast 115.000 Stammkunden benennen (Im Juni waren es noch 92.000). Die Tarifreform gewann den VCÖ-Mobilitätspreis 2017 der Kategorie Öffentlicher Verkehr und wurde für den Österreichischen Klimaschutzpreis 2017 des BMLFUW nominiert.
Seit April 2019 gibt es mit der zweiten Stufe der Tarifreform einen linearen Tarif und eine neue Ticketstruktur, wie zum Beispiel anstelle der streckenbezogenen Wochen- und Monats-Tickets, gibt es seit April 2019 Tickets für ganz Tirol oder eine Region. Die Tickets wurden somit an das Erfolgsmodell der Jahres-Tickets angepasst.
Zum 1. März 2022 wurde das KlimaTicket Tirol eingeführt. Es kostet 561,80 Euro. Jedoch existieren zahlreiche ermäßigte Varianten, so etwa für unter 26-Jährige, Senioren (ab 65 Jahren), Behinderte, Lehrlinge, Schüler und Studenten. Mit dem PlusEins-Bonus werden Haushalte begünstigt, in denen mehrere KlimaTicket Tirol Besitzer (Vollzahler) leben.

### Kundenstatistik (Stand Dezember 2022)
Über 149.000 VVT Stammkunden:
- 97.283 VVT KlimaTickets Tirol, Region und Stadt – ein Ticket für Bus, Bahn und Tram
  - davon 31.293 VVT KlimaTickets für Senioren und Menschen mit Behinderung für ganz Tirol und 19.395 unter 26-Jährige
- 38.441 Schul- & Lehr-Tickets für Schüler und Lehrlinge für ganz Tirol (ohne Schüler- und Lehrlingsfreifahrten)
- 11.944 KlimaTicket Österreich

## Fahrpläne
Die Abstimmung der Fahrpläne einzelner Verkehrsunternehmen erfolgt nach dem System integrierter Taktverkehre. Die Fahrplangestaltung wird in den Verkehrsspitzenzeiten zudem auf die Interessenlagen bestimmter Nutzergruppen (Pendler, Schüler) abgestimmt.

## Regiobus – Ausbau regionaler Verkehrskonzepte

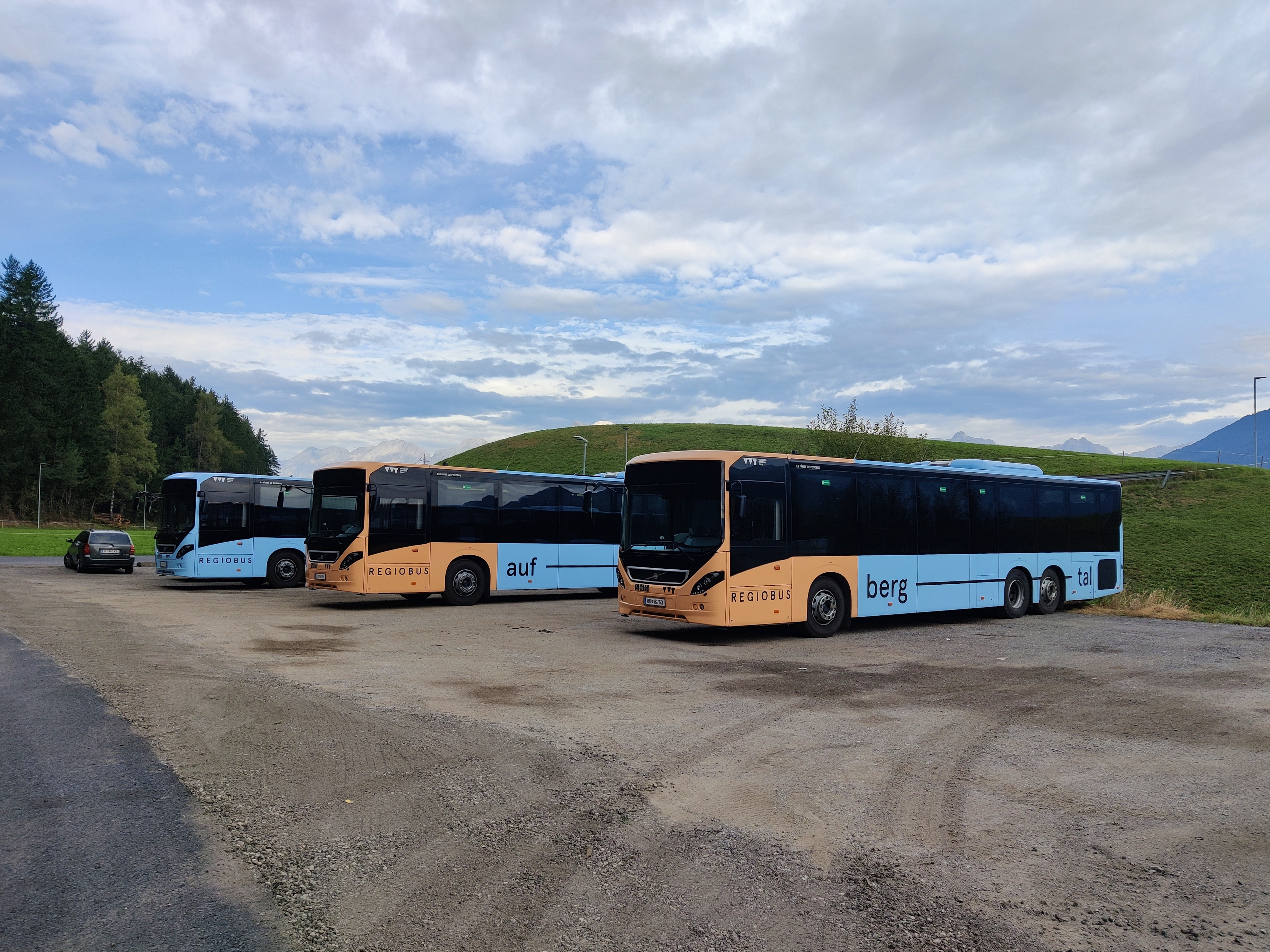
Postbusse im Regiobus-Design (2023)

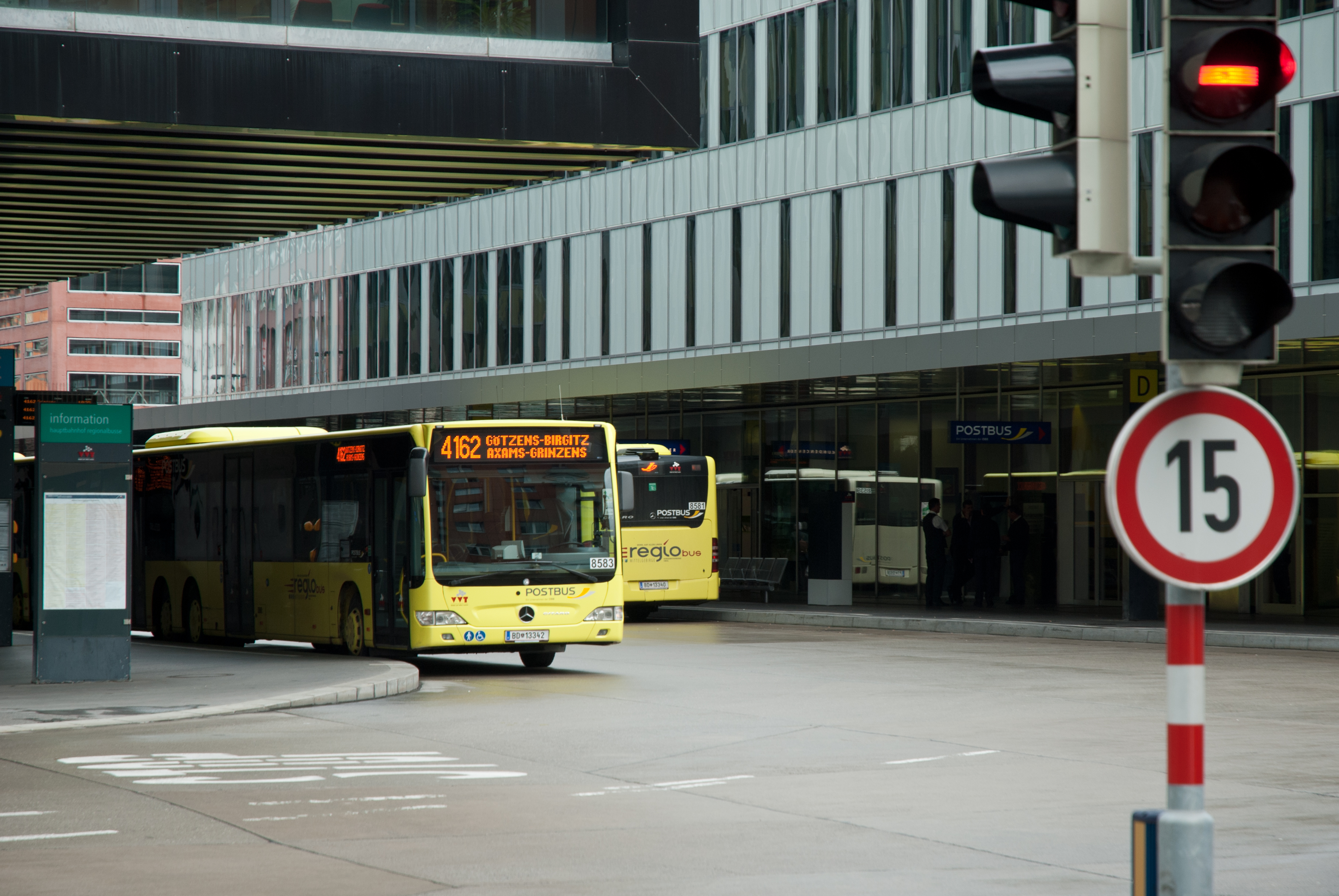
Regiobus am Busbahnhof Innsbruck ins westliche Mittelgebirge

Unter dem Begriff Regiobus werden regionale ÖPNV-Konzepte mit Regionalbussen umgesetzt. Im Jahr 2002 wurden die ersten Regiobuskonzepte mit Villgraten, Achensee, Hall, dem Arlberg und der Zugspitzarena umgesetzt. Dabei tritt der VVT als koordinierende Organisationseinheit und vertraglicher Partner zwischen den Verkehrsunternehmen und den finanzierenden Partnern auf. Die Maßnahmen erstrecken sich auf den Ausbau der Fahrpläne, die Bestellung neuen Wagenmaterials (Gelbes Design der Busse; im Jahr 2002 wurden Buszuganhänger für Linien im Inntal eingeführt, welche eine wirtschaftlich sparsame Abwicklung des hohen Fahrgastaufkommens zu Stoßzeiten ermöglichen) und die Modernisierung der Infrastruktur (in Bereichen Haltestellen, Fahrgastinformation und Fahrzeitbeschleunigung). Laut VVT wird auf Zuverlässigkeit (langfristig vertraglich gesicherte Finanzierung), Regionalität (Abstimmung mit regionalen Akteuren) und Innovation (Erweiterung des bestehenden Angebotes) geachtet.

## Infrastrukturelle Aufgaben

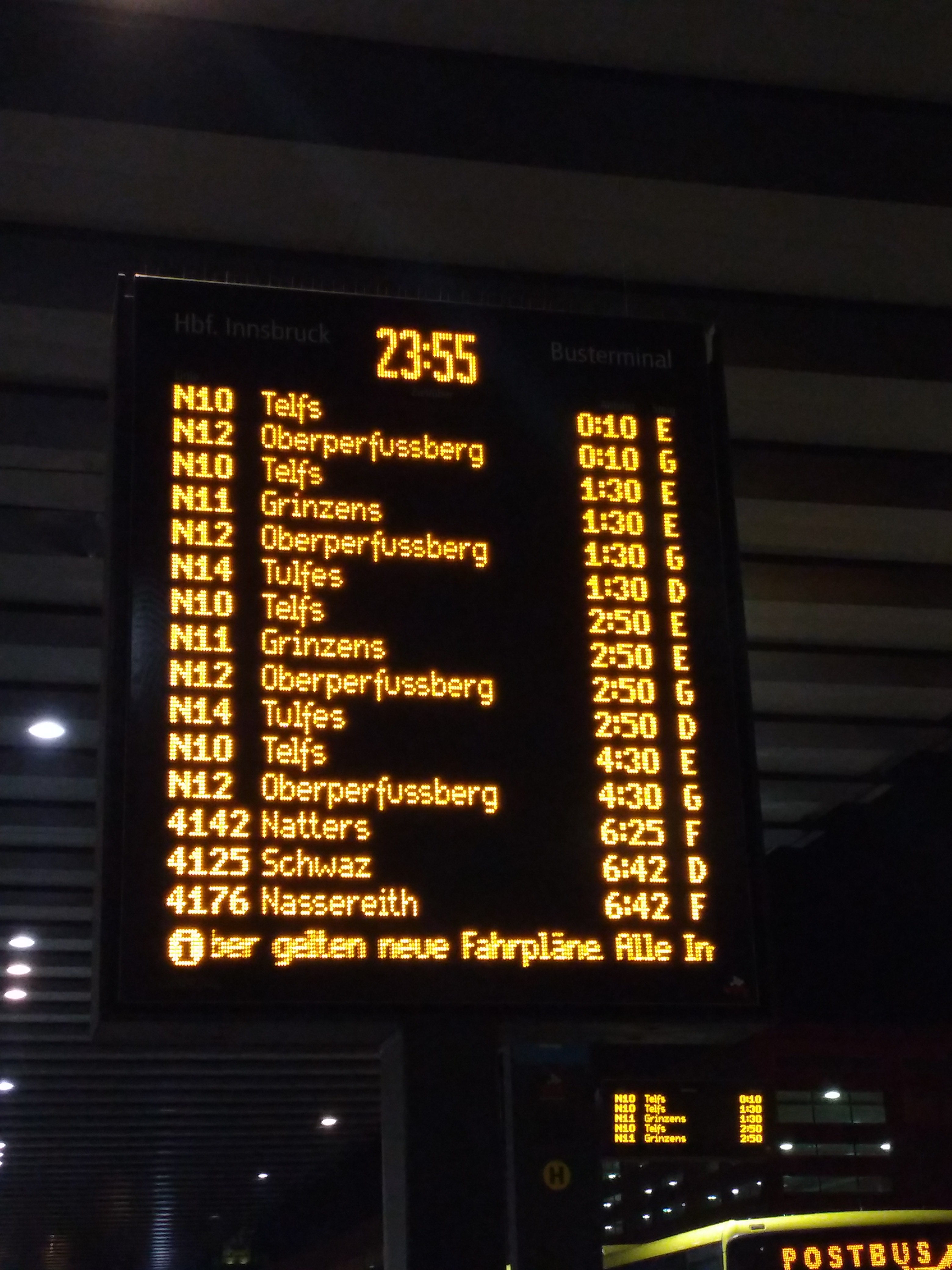
Abfahrtsmonitor am Busbahnhof Innsbruck

Zum Aufgabenbereich zählen diverse infrastrukturelle Projekte: Mit dem Ausbau einer dynamischen Fahrgastinformation werden Echtzeit-Fahrplaninformationen an stark frequentierten Haltestellen mittels LED-Anzeigen bereitgestellt. Tirolweit sollen Haltestellen nach einem einheitlichen System errichtet werden. Mit der Einführung von ÖPNV-Bevorrechtigung sollen kürzere Wartezeiten für ÖPNV-Fahrzeuge bei Ampeln erreicht werden.
Weitere Projekte des VVT sind die Errichtung von Park-and-Ride- und Bike-and-ride-Anlagen sowie der Aufbau von neuen modernen Busterminals an Bahnhöfen.

## Gebiet
Das Verbundgebiet umfasst das gesamte Bundesland Tirol (Nord- und Osttirol) sowie einzelne grenzüberschreitende Korridorstrecken, beispielsweise:
- Innsbruck–Brenner–Sillian–Lienz
- Kitzbühel–Mittersill–Matrei in Osttirol
- Scharnitz–Mittenwald–Ehrwald